# チョドン県
チョドン県（チョドンけん、ベトナム語：Huyện Chợ Đồn / 縣𢄂屯?）は、ベトナム社会主義共和国バックカン省の県である。面積は912km²、人口は48,122人（2009年）である。

## 行政区画
1市鎮21社から構成される。
- バンルン市鎮（Bằng Lũng / 憑隴）
- バンティー社（Bản Thi / 板峙）
- バンラン社（Bằng Lãng / 憑朗）
- バンフオック社（Bằng Phúc / 憑福）
- ビンチュン社（Bình Trung / 平中）
- ダイサオ社（Đại Sảo / 大巧）
- ドンラック社（Đồng Lạc / 同樂）
- ドンヴィエン社（Đông Viên / 東園）
- ルオンバン社（Lương Bằng / 良憑）
- ナムクオン社（Nam Cường / 南強）
- ギアター社（Nghĩa Tá / 義佐）
- ゴクファイ社（Ngọc Phái / 玉沛）
- フォンフアン社（Phong Huân / 風薰）
- フオンヴィエン社（Phương Viên / 芳園）
- クアンバク社（Quảng Bạch / 廣白）
- ラバン社（Rã Bản / 野板）
- タンラップ社（Tân Lập / 新立）
- イエンミー社（Yên Mỹ / 安美）
- イエンニュアン社（Yên Nhuận / 安閏）
- イエントゥオン社（Yên Thượng / 安上）
- イエンティン社（Yên Thịnh / 安盛）
- スアンラック社（Xuân Lạc / 春樂）